# Данг Тхи Нгок Хан
Данг Тхи Нгок Хан (вьет. Đặng Thị Ngọc Hân; род. 11 марта 1989, Ханой) — вьетнамская фотомодель, победительница конкурса «Мисс Вьетнам 2010».

## Биография
Данг Тхи Нгок Хан родилась 11 марта 1989 года в Ханое.
Начала карьеру модели в возрасте 16 лет и завоевала несколько наград, такие как Photogenic Face of the Vietnam Model Contest 2006, Miss Icon Hoa Hoc Tro 2005 и Miss Tran Nhan Tong High School.
14 августа 2010 года после победы на национальном конкурсе была коронована как «Мисс Вьетнам». Помимо короны и скипетра он получила в качестве призовых сумму в размере 500 миллионов донгов. Она получала приглашения представлять Вьетнам на международных конкурсах Мисс мира 2010 и Мисс мира 2011, но оба раза отказалась по личным причинам.
10 декабря 2022 года вышла замуж за своего бойфренда Фам Фу Дата. Свадебная церемония прошла в традиционном вьетнамском стиле.